# Cryptocephalus pygmaeus
Cryptocephalus pygmaeus  (лат.) — вид листоедов (Chrysomelidae) из подсемейства скрытоглавов (Cryptocephalinae). Встречается в Европе, за исключением севера, а также распространён в Турции и на Кавказе.

## Подвиды
- Cryptocephalus pygmaeus pygmaeus Fabricius, 1792
- Cryptocephalus pygmaeus vittula Suffrian, 1848